# Premio Fastenrath
Il premio Fastenrath è stato un premio letterario spagnolo, confluito nel 2003 nel premio Real Academia Española.

## Storia
Il  premio Fastenrath fu istituito il 12 maggio 1909 da Alfonso XIII, re di Spagna, nell'utilizzo dei poteri che gli erano stati conferiti da Luisa Goldman, vedova dell'illustre intellettuale tedesco Johannes Fastenrath. Il premio viene conferito ogni anno ciclicamente ad un'opera narrativa, poetica e saggistica che sia stata pubblicata nei tre anni precedenti.
L'ammontare del premio nell'ultima edizione è stato di 12.000 €.
La Real Academia Española nel novembre 2003 ha riunito varie fondazioni in un unico soggetto, la Fundación Premios Real Academia Española, il cui capitale iniziale era di 911.308,49 euro. La finalità della nuova fondazione è la promozione della produzione letteraria e della ricerca filologica, oltre alla conservazione della casa-museo Lope de Vega.
Le fondazioni che sono state coinvolte in questa operazione sono quelle legate ai premi Álvarez Quintero, Castillo de Chirel, Conde de Cartagena, Manuel Espinosa y Cortina, Fastenrath, García Cabrejo, Manuel Llorente, María Eulalia Asenjo, premio del XVII Marqués de Cerralbo e Ramón Menéndez Pidal y San Gaspar, tutte collegate alla Real Academia Española. Nello stesso anno è stato istituito il premio Real Academia Española.
Il presidente della nuova fondazione è Víctor García de la Concha, l'attuale direttore dell'Accademia. Gli altri membri del patronato sono Gregorio Salvador, vicepresidente, Guillermo Rojo, segretario, Luis Mateo Díez, Emilio Lledó, Luis Goytisolo, Eliseo Álvarez-Arenas, Ignacio Bosque e Carmen Iglesias.

## Lista dei vincitori
- 2003 - José Álvarez Junco per il saggio Mater dolorosa. La idea de España en el siglo XIX
- 2002 - Guillermo Carnero Arbat per l'opera poetica Verano inglés
- 2001
- 2000 - Jon Juaristi per il saggio El bucle melancólico
- 1999 - Álvaro Pombo per il romanzo La cuadratura del círculo
- 1998 - Francisco Brines per l'opera paetica La última sosta
- 1997
- 1996 - Fernando Fernán Gómez per La Puerta del Sol
- 1995 - Javier Marías Franco per il romanzo Domani nella battaglia pensa a me (Mañana en la batalla piensa en mí)
- 1994 - Lauro Olmo per il romanzo Tituladlo como querais
- 1993
- 1992 - Enrique Badosa per l'opera poetica Epigramas confidenciales
- 1991
- 1990
- 1989
- 1988 - Antonio Pereira per il romanzo El síndrome de Estocolmo
- 1987 - Antonio Porpetta per l'opera poetica Los sigilos violados
- 1986
- 1985
- 1984 - Blanca García-Valdecasas per La puerta de los sueños
- 1983 - Miguel Ángel Lozano Marco per il saggio Del relato modernista a la novela poemática: la narrativa breve de Ramón Pérez de Ayala
- 1982 - José Miguel Santiago Castelo per Memorial de ausencias
- 1981
- 1980 - Alfonso Vallejo per El cero transparente
- 1979 - Jesús Fernández Santos per il romanzo La que no tiene nombre
- 1978 - Miquel Martí i Pol per tutta la sua opera
- 1977 - Ruben tito ramirez per l'opera poetica Los círculos del infierno
- 1976
- 1975
- 1974 - Andrés Amorós per il saggio Vida y literatura en troteras y danzaderas
- 1973 - Ana Diosdado per l'opera teatrale Usted también podrá disfrutar de ella
- 1972 - Aquilino Duque per De palabra en palabra
- 1971
- 1970
- 1969 - Torcuato Luca de Tena per la commedia Hay una luz sobre la cama
- 1968
- 1967 - Alonso Gamo per l'opera poetica Un español en el mundo
- 1966
- 1965
- 1964
- 1963 - Ramón de Garciasol per il saggio Lección de Rubén Darío
- 1962 - Ana María Matute per il romanzo Los soldados lloran de noche
- 1961 - Blás de Otero per Ancia
- 1960 - Ramón Solís per il saggio Cuando las Cortes de Cádiz
- 1959
- 1958
- 1957 - Miguel Delibes per Siestas con viento sur
- 1956
- 1955 - José García Nieto per l'opera poetica La red
- 1954
- 1953
- 1952 - Carlos Bousoño Prieto per il saggio Teoría de la expresión poética
- 1951 - Leopoldo Panero per l'opera poetica Escrito a cada instante
- 1950
- 1949
- 1948 - Carmen Laforet per il romanzo Nada
- 1947 - Julián Marías per il saggio Miguel de Unamuno
- 1946 - Ginés de Albareda per l'opera poetica Romancero del Caribe
- 1945
- 1944
- 1943 - Juan Antonio Zunzunegui per il romanzo ¡Ay..., estos hijos!
- 1942 - Adriano del Valle per l'opera poetica Arpa fiel
- 1941 - Luciano Taxonera per González Bravo y su tiempo
- 1940 - Agustí Bartra per Xabola.
- 1939
- 1938
- 1937
- 1936
- 1935
- 1934 - Sebastià Juan Arbó per Terres de l'Ebre
- 1933
- 1932 - Agustín Millares Carlo per il saggio Tratado de paleografía española
- 1931 - José María de Cossío per Los toros en la poesía castellana.
- 1930 - Emilio García Gómez
- 1929
- 1928
- 1927
- 1926 - Josep María de Sagarra per Cançons de totes les hores
- 1925 - José del Río Sainz per l'opera poetica Versos del mar y otros poemas
- 1924 - Ángel Valbuena Prat per il saggio Los autos sacramentales de Calderón
- 1923
- 1922
- 1921
- 1920 - Juan de Contreras y López de Ayala per l'opera poetica Poemas castellanos.
- 1919 - Joan Alcover i Maspons per Poemes Bíblics
- 1918
- 1917 - Alejandro Pérez Lugín per il romanzo La casa de la Troya
- 1916 - Enrique de Mesa per El silencio de la Cartuja
- 1915
- 1914 - Concha Espina per il romanzo La esfinge maragata
- 1913
- 1912
- 1911 - Ricardo León y Arturo Reyes per El amor de los amores
- 1910 - Joan Maragall i Gorina per Enllà (Más allá)
- 1909 - Caterina Albert per Solitud